# تينا شوماخر
تينا شوماخر هي لاعبة هوكي الجليد سويسرية، ولدت في 20 مارس 1978.

## وصلات خارجية
- تينا شوماخر على موقع EliteProspects.com (الإنجليزية)
- تينا شوماخر على موقع أوليمبيديا (الإنجليزية)